# Mijntje Donners
Mijntje Donners (née le 4 février 1974 à Bois-le-Duc) est une joueuse de hockey sur gazon néerlandaise, sélectionnée en équipe des Pays-Bas de hockey sur gazon féminin à 234 reprises. 
Elle obtient la médaille d'argent olympique en 2004 et remporte la médaille de bronze aux Jeux olympiques d'été de 1996 et aux Jeux olympiques d'été de 2000. Elle est aussi vice-championne du monde en 1998 et en 2002 et championne d'Europe en 1995, 1999 et 2003.